# Microtasking
Microtasking este un nou concept, prin care utilizatorii efectuează taskuri de mici dimensiuni, scurte, rapide sau simple, gratuit sau contra unei mici remunerații. Așa cum bloggingul în zilele noastre s-a transformat în microblogging, tot așa microtaskingul tinde să înlocuiască sarcinile lungi sau anevoioase.

Microtaskingul înseamnă distracție, umplerea timpului liber, ieșirea din rutină.